# Мамед Исмаил
Мамед Исмаил (азерб. Məmməd İsmayıl; 1 ноября 1939, Асрик-Джирдахан, Товузский район — 19 августа 2025, Баку) — азербайджанский поэт, публицист, кандидат филологических наук (1998).

## Биография
Мамед Исмаил родился 1 ноября 1939 года в селе Асрик Джырдахан Товузского района. В 1957 году окончил среднюю школу в селе Асрик Джырдахан, в 1964 году — Азербайджанский государственный университет, а в 1975 году — двухгодичные Высшие литературные курсы при Союзе писателей СССР в Москве. В 1998 году получил учёную степень кандидата филологических наук. С 1987 по 1992 год был главным редактором журналов «Гянджлик» и «Молодость», за которыми с интересом следила литературная общественность и любители литературы. Некоторое время он возглавлял Государственный комитет телевидения и радиовещания Азербайджана.
В последние советские десятилетия произведения азербайджанца Мамеда Исмаила хорошо знали российские читатели. И ныне это литературное имя в России не забыто, несмотря на исторические катаклизмы, разрушившие советское культурное пространство, и вопреки всем превратностям личной судьбы Исмаила, на повороте жизни оказавшегося за пределами родного Азербайджана, ставшего профессором крупнейшего турецкого университета в Чанаккале. Теперь его книги выходят не только на родине, но и в Турции, переводятся на разные языки.
Умер 19 августа 2025 года от сердечной недостаточности.